# Languriini

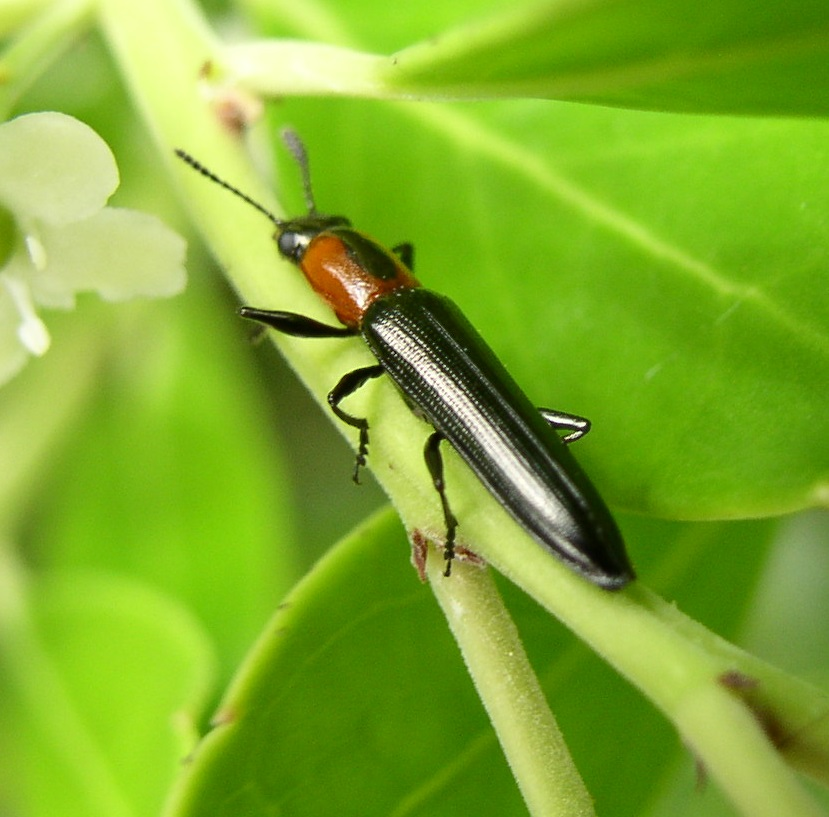
Acropteroxys gracilis

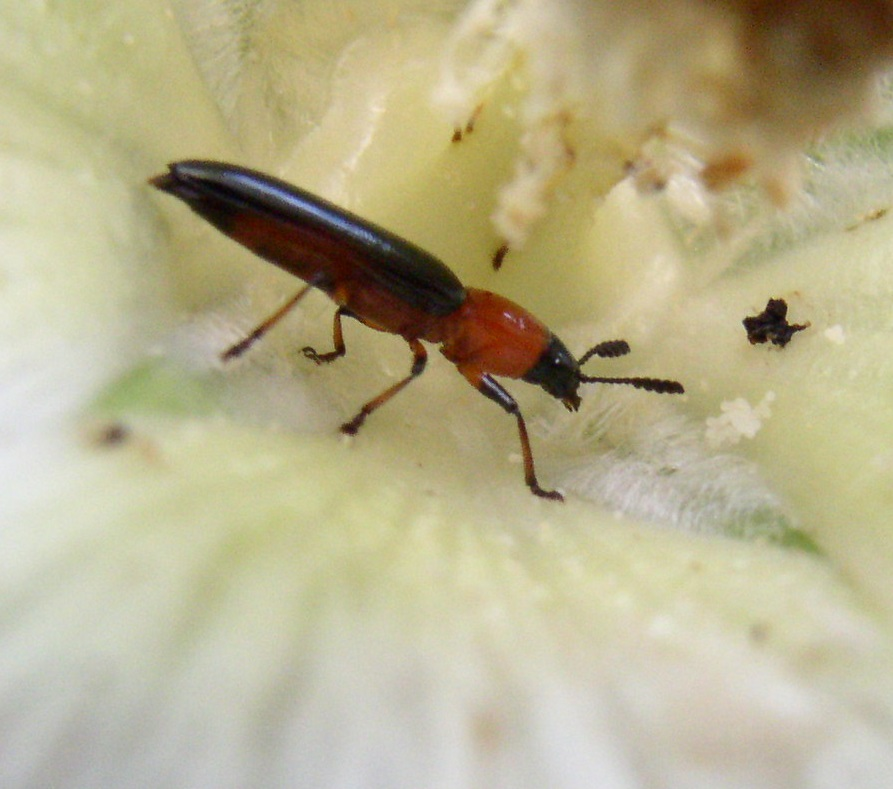
Languria angustata

Los langúridos (anteriormente Languridae) son un grupo de coleópteros cucujoideos que han sido considerados indistintamente como familia independiente o como subfamilia (Langurinae) incluida en los Erotylidae o actualmente como una tribu (Languriini) de la subfamilia Erotylinae. Cuenta con 5 géneros y por lo menos 20 especies desccritas.
Históricamente ha habido mucha confusión respecto a la inclusión de especies de pequeños escarabajos en las familias Erotylidae, "Languriidae", Cryptophagidae y otras de cucujoideos. Esto se debe a la dificultad que resulta de las formas corporales similares y las disecciones cuidadosas que requieren dada su pequeñez.
Además ha habido desacuerdos sobre la separación de Erotylidae y Languriidae. Muchos han aceptado a Languriidae como familia separada (Lewis, 1884; Arrow, 1925; Boyle, 1956; Sen Gupta y Crowson, 1971). Otros la han incluido dentro de Erotylidae (Crotch, 1873; Chapuis, 1876; Gorham, 1899; Fowler, 1908; Roberts, 1939 y 1958). Estudios filogenéticos más recientes, con análisis cladísticos basados en caracteres morfológicos (Wegrzynowicz, 2002; Leschen, 2003) y de secuencias de ADN (Robertson et al. 2004) confirman que Erotylidae y Languriidae son parafiléticas, es decir son miembros inseparables dentro de una misma rama genealógica. Por lo tanto hay certidumbre de que los componentes de Languriidae deben tratarse como una tribu de Erotylidae (Subfamilia Erotylinae) (Wegrzynowicz, 2002; Leschen, 2003; Robertson et al., 2004).

## Géneros
Fuentes:

- Acropteroxys Gorham, 1887 i c g b
- Dasydactylus Gorham, 1887 i c g b
- Languria Latreille, 1802 i c g b
- Langurites Motschulsky, 1860 i c g b
- Neoloberolus Leschen, 2003 i c g

Data sources: i = ITIS, c = Catalogue of Life, g = GBIF, b = Bugguide.net